# 低密度ポリエチレン

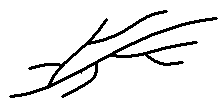
低密度ポリエチレンの分子構造図（概略）

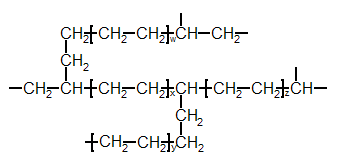
低密度ポリエチレンの分岐構造

LDPE (PE-LD) の樹脂識別コード

低密度ポリエチレン（ていみつどポリエチレン、Low Density Polyethylene、LDPEまたはPE-LD）は、繰り返し単位のエチレンがランダムに分岐を持って結合した、結晶性の熱可塑性樹脂に属する合成樹脂。他のポリエチレンと比較し軟らかい性質から軟質ポリエチレン、製法から高圧法ポリエチレンとも呼ばれる。旧JIS K6748：1995において低密度ポリエチレンとは密度0.910以上～0.930 未満のポリエチレンと定義されている。その分岐構造から結晶化があまり進まず、融点が低く柔らかい性質を持つ。樹脂識別コードは4。
なお、分岐構造をあまり持たない低密度ポリエチレンも存在するが、これはリニアポリエチレン（直鎖状低密度ポリエチレン、L-LDPE）として、JIS K6899-1：2000にて区別される。

## 製法
各ポリエチレンは石油を元としたナフサを熱分解して得られるエチレンをラジカル重合して製造される。LDPEの場合は高圧法にて重合される。

### 高圧法
塊状重合法またはICI法とも呼ばれる。空気中の酸素または過酸化物などラジカル開始剤を触媒とし、エチレンを1,000～4,000気圧・100～350℃の環境下で、多段ガス圧縮機を用いて重合する。その後、残留モノマーを分離し、冷却して得られる。
LDPEはこのように高圧・高温条件下で重合されるため、エチレンが単純な鎖状に結合せず、多く長鎖分岐(LCB)や短鎖分岐(SCB)を持つようになる。この構造が直接的には密度を低め、柔軟さを生む。さらに、枝構造の数や長さの割合は、分子量分布とともにLDPEの物性や成形性に影響し、様々なグレード設計に大きく関与する。

## 特徴
- 比重0.92前後と軽い。
- 乳白色半透明。フィルム成形するとほぼ透明になる。
- 無味無臭。
- 理論上ポリエチレンの結晶密度は1.014、非結晶密度は0.850であるため、LDPEは結晶化度が50％未満と低い。そのためしなやかで軟らかい。剛性は低い。
- 衝撃強さに優れる。
- 耐寒性に優れる。実用温度は-60℃程度までと低い。
- 耐熱性に劣る。融点は100～115℃、実用温度はそれより低い。
- 耐水性および無機溶剤に対する耐薬品性に優れる。ただし石油系溶剤やトルエン、ベンゼンなどには弱く、膨潤やクラック発生などが起こる。界面活性剤と接触した状態で応力が掛かると弱く、亀裂などを生じる（環境応力亀裂）。
- 電気的絶縁特性が比較的良い。
- 分子内の分極が少ないため、染料による着色が不可能。また接着や印刷加工性に劣る。
- 耐候性は低く、日光など紫外線や熱に晒されていると劣化する。
- 燃やすと構造が同じパラフィンのにおいがする。
- 加工性に優れ、各種添加剤を低減した成形が可能[2]。

## 改質
コンパウンド
屋外用などで耐候性が求められる場合は、カーボンブラックや紫外線劣化防止剤をコンパウンドされる場合が多い。農業用マルチシートにてよく用いられる。
共重合
環境応力亀裂への耐性を高めるには、酢酸ビニルと共重合させる手法が用いられる。これはエチレン酢酸ビニル(EVA)と呼ばれ、別な種類の合成樹脂として取り扱われる。

## 用途

### 歴史
LDPEは1933年にイギリスのインペリアル・ケミカル・インダストリーズが高圧下の有機合成実験で発見したが、これは偶然の産物だった。1939年には工業化された。第二次世界大戦中はレーダーや兵器の部品にも用いられ、日本軍が撃墜した連合国軍戦闘機からも絶縁材料として見つかっている。戦後は軽さや衝撃強さなどが評価され、日用品や包装用フィルムなどに採用された。

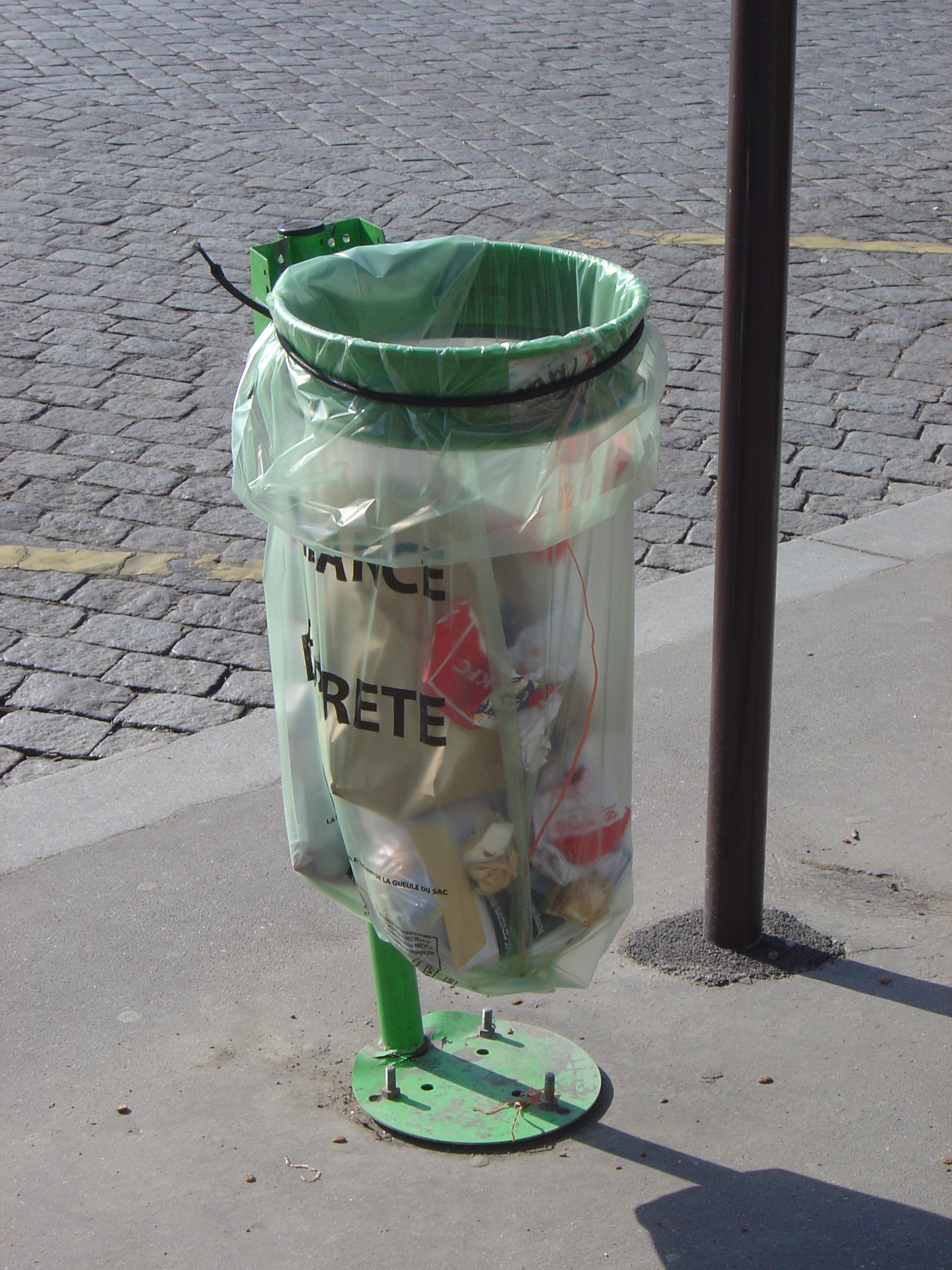
低密度ポリエチレン製ごみ袋

### 使用例
LDPEはフィルムとして用いられる場合が多い。安価な点は菓子や衣類などの簡易包装やごみ袋として重宝され、また耐水性の高さを生かし水分を含んだ生鮮食品などの包装にも多く用いられる。俗に「プチプチ」と呼ばれる気泡緩衝材もLDPEから作られる。包装材料以外にも、加工紙や農業用の黒いフィルム、熱で収縮する特徴を逆利用したシュリンクフィルム、衛生手袋などにも用いられる。
また、低い融点はヒートシール用材料として適すため、共押出材料としても利用される。近年はビーズ成形や炭酸ガスによる発泡体も開発されている。
柔らかさを生かし、中空成形にて軟質の容器にも多く用いられる。押出成形されたものの代表例としては、柔軟な水撒きホースが挙げられる。射出成形品では容器類やタッパーウェアの半透明なふたなども多いが、柔軟さが自然な風合いを感じさせるために用いられる例として造花用途が特徴的である。